# Посол Израиля в ООН
Посол Израиля в Организации Объединённых Наций - официальное должностное лицо, представляющее Израиль во всех органах Организации Объединённых Наций.
Посол Израиля эффективно обеспечивает освещение государственной позиции Израиля, он должен предотвращать принятия решений с целью осудить Израиль. Особенно много работы у посла в разъяснении действий Израиля, в условиях замечаний и требований представителей арабских стран.

## Обязанности посла
Основными обязанностями посла в ООН являются:
- Представление страны.
- Поддержка интересов страны и граждан за рубежом в рамках, допускаемых международным правом.
- Переговоры в ООН.
- Изучение условий политических, социальных, экономических и культурных связей с другими государствами.
- Культивирование отношений с влиятельными кругами государственных служащих других стран и ООН в целях улучшения отношения к своей стране, её населению, а также обеспечение активной поддержки политики Израиля со стороны этих кругов в интересах своей страны.

## Список послов Израиля в ООН
| #  |        | Имя                | Срок полномочий | Срок полномочий | Действующий глава правительства              |
| #  | Начало | Имя                | Окончание       |                 | Действующий глава правительства              |
| -- | ------ | ------------------ | --------------- | --------------- | -------------------------------------------- |
| 1  |        | Абба Эвен          | 1949            | 1959            | Давид Бен-Гурион, Моше Шарет                 |
| 2  |        | Михаэль Комай      | 1959            | 1967            | Давид Бен-Гурион, Леви Эшколь                |
| 3  |        | Гидеон Рафаэль     | 1967            | 1968            | Леви Эшколь                                  |
| 4  |        | Иосеф Ткоа         | 1968            | 1975            | Леви Эшколь, Голда Меир, Ицхак Рабин         |
| 5  |        | Хаим Герцог        | 1975            | 1978            | Ицхак Рабин, Менахем Бегин                   |
| 6  |        | Йехуда Блюм        | 1978            | 1984            | Менахем Бегин, Ицхак Шамир                   |
| 7  |        | Биньямин Нетаньяху | 1984            | 1988            | Ицхак Шамир, Шимон Перес                     |
| 8  |        | Йоханан Бейн       | 1988            | 1990            | Ицхак Шамир                                  |
| 9  |        | Йорам Аридор       | 1990            | 1992            | Ицхак Шамир                                  |
| 10 |        | Гад Яакоби         | 1992            | 1996            | Ицхак Рабин, Шимон Перес                     |
| 11 |        | Дори Голд          | 1996            | 1999            | Биньямин Нетаньяху                           |
| 12 |        | Йехуда Ланкри      | 1999            | 2002            | Эхуд Барак, Ариэль Шарон                     |
| 13 |        | Дан Гиллерман      | 2002            | 2008            | Ариэль Шарон, Эхуд Ольмерт                   |
| 14 |        | Габриэла Шалев     | 2008            | 2010            | Эхуд Ольмерт, Биньямин Нетаньяху             |
| 15 |        | Мирон Реувен       | 2010            | 2011            | Биньямин Нетаньяху                           |
| 16 |        | Рон Просор         | 2011            | 2015            | Биньямин Нетаньяху                           |
| 17 |        | Дани Данон         | 2015            | 2020            | Биньямин Нетаньяху                           |
| 18 |        | Гилад Эрдан        | 2020            | н. в.           | Биньямин Нетаньяху, Нафтали Бенет, Яир Лапид |